# Abdoulaye Ba
Abdoulaye Ba (St. Louis, 1 de janeiro de 1991) é um futebolista senegalês que atua como zagueiro. Atualmente, joga pelo Arouca.

## Carreira
Ba começou a carreira no FC Porto.

## Seleção
Ba fez parte do elenco da Seleção Senegalesa de Futebol nas Olimpíadas de 2012.

## Títulos
FC Porto
- Taça de Portugal: 2009–10
- Primeira Liga: 2012–13

Académica
- Taça de Portugal: 2011–12

Rayo Vallecano
- Segunda División: 2017–18